# Municipio de Alpatláhuac
El municipio de Alpatláhuac se encuentra en el estado mexicano de Veracruz, es uno de los 212 municipios del estado y tiene su ubicación en la zona centro de las altas montañas en las coordenadas 19° 07” latitud norte y 97° 06” longitud oeste, y cuenta con una altura de 1,860 m s. n. m.
El municipio está conformado por 38 localidades en las cuales habitan 8,988 personas

## Toponimia
De origen náhuatl, de los vocablos Atl, agua, Patlauak, plano, aplanado, ensanchar, pudiéndose interpretar como donde se ensancha el agua.

## Geografía

### Localización
Se encuentra ubicado en la Sierra Madre Oriental, en el eje neovolcánico, en la sierra de Chiconquiaco.

### Delimitación
Sus límites son: al norte: Calcahualco, al sur con Coscomatepec y Calcahualco, al este con Coscomatepec y Calcahualco, y al oeste con Calcahualco.

### Orografía
Sobre rocas ígneas extrusivas del neógeno, lomeríos de aluvión antiguo, sobre área originalmente ocupada por suelo denominado andosol, en sierra volcánica con estrato volcanes o estrato volcanes, en lagos y volcanes de Anáhuac.
aislados

### Hidrografía
Se encuentra ubicado en la cuenca del atoyac, sobre el territorio municipal irrigan algunos arroyos perennes los cuales son tributarios el río atoyac.

## Clima
Coexisten dos climas en el territorio municipal, en su mayoría templado húmedo con abundantes lluvias en verano y en menor extensión territorial semicálido húmedo con lluvias todo el año, con temperaturas promedio entre 14 y 20 °C, con una precipitación promedio entre 1400 y 1600 mm.

## Historia
Probablemente antes de la conquista de los españoles la zona estuvo en poder de los totonacas, para cuando fueron colonizados también fueron convertidos al cristianismo, al parecer esta misión fue llevada a cabo por el Fraile Juan de Rivas, un misionero franciscano.
El pueblo Alpatláhuac por acto del corregidor de Huatusco, fue reconocido como pueblo, y llevó por nombre Santa María Magdalena de Alpatláhuac, donde se asentaron habitantes totonacos de Calcahualco que ya no querían habitar ahí, por supuestos maltratos de otros pobladores.
El 10 de diciembre de 1824 por decreto, el pueblo de Alpatláhuac fue elevado a categoría de ￼￼municipio￼￼. Esa misma fecha,10 de diciembre se conmemora cada año el aniversario de la fundación del lugar con un acto cívico y desfile, donde participan diversas instituciones del municipio.

## Gobierno y administración
El gobierno del municipio está a cargo de su Ayuntamiento, que es electo mediante voto universal, directo y secreto para un periodo de tres años que no son renovables para el periodo inmediato posterior pero sí de forma no continua. Está integrado por el presidente municipal, un síndico único y un regidor, electo por mayoría relativa. Todos entran a ejercer su cargo el día 1 de enero del año siguiente a su elección.

### Subdivisión administrativa
Para su régimen interior, el municipio además de tener una cabecera y manzanas, se divide en rancherías y congregaciones, teniendo estas últimas como titulares a los subagentes y agentes municipales, que son electos mediante auscultación, consulta
ciudadana o voto secreto en procesos organizados por el Ayuntamiento.
En el caso específico del municipio de Alpatláhuac este cuenta con cinco congregaciones, las cuales Xicola, Ayahualulco, Agua de Oro, sus agentes municipales son electos por plebiscito Ixtaquilitla y Cocaltzingo por voto secreto.

### Representación legislativa
Para la elección de diputados locales al Congreso de Veracruz y de diputados federales al Congreso de la Unión, el municipio se encuentra integrado en el Distrito electoral local XIV Huatusco con cabecera en la ciudad de Huatusco y el Distrito electoral federal XV Orizaba con cabecera en la ciudad de Orizaba.

## Fiestas patronales
Cada una de las localidades celebra su fiesta patronal. La principal es el 22 de julio, día en que la cabecera municipal festeja a Santa María Magdalena. 
Así como también las Fiestas Patrónales dedicadas a Santa María de Guadalupe del 1 al 12 de diciembre, donde participan todas las localidades y asociaciones Guadalupanas de estas, con peregrinaciones al Cerrito del Tepeyac, lugar emblemático con un templo que se cree data de la época novohispana dedicado a la devoción de la Virgen de Guadalupe. Al igual que las Fiestas dedicadas a Nuestra Señora de Juquila, el 7 y 8 de diciembre otra Devoción Mariana muy arraigada en el municipio por los parroquianos.
A lo largo del año se festejan las siguientes: 20 de enero, San Sebastián en la Ventana; 30 de enero, San Juan Bosco en Malacatepec; 19 de marzo, San José en Ayahualulco, Loma de Buenos Aires y Teacalco; 3 de mayo, La Santa Cruz, en Cocaltzingo, Teanquisco y Barrio de Tlatelpa; 15 de mayo, San Isidro Labrador en La Mesa de Buenavista y Xalapasquillo; junio (fecha movible) El Sagrado Corazón de Jesús en Agua de Oro; 13 de junio, San Antonio en Acolco y en La Manzanita; 24 de junio San Juan Bautista en Tenixcalco; 29 de junio, San Pedro y San Pablo en Nueva Vida; 15 de agosto, Nuestra Señora de la Asunción en Rancho Nuevo; 28 de agosto, Nuestro Padre Jesús en Tlamamatla; 29 de septiembre, San Miguel Arcángel en Xicola; 1 de octubre, Santa Teresita del Niño Jesús en Benito Juárez; 4 de octubre, San Francisco de Asís en Ixtaquilitla; noviembre (fecha movible), Cristo Rey en Rancho el Águila; 22 de noviembre, Santa Cecilia en Tecuanapilla; 8 de diciembre, La inmaculada Concepción en Texopa y las Fiestas dedicadas a San Judas Tadeo por los habitantes de las diversas localidades el 28 de octubre.[cita requerida]

## Flora y fauna
En décadas anteriores se hablaba de la existencia de coyotes en la parte alta del municipio; los habitantes de Nueva Vida, Xalapasquillo y Tecuanapilla sufrían frecuentemente ataques en sus corrales de borregos, actualmente se han replegado hacia las partes más altas de las faldas del Pico de Orizaba. Las especies que se pueden observar son: conejos, armadillos, tlacuaches, ardillas, mapaches, sietillos, oncillas, zorras, zorrillos, chivicoyos, palomas, quexques, primaveras, colibríes, calandrias, gorriones, carpinteros, pepes, zopilotes, gavilanes, halconcillos, chiteros, búhos, cuerporrines, chinchagüillas, lagartijas, coralillos, serpientes cascabel.[cita requerida]
Entre la flora se pueden observar maderables como pinos y encinos en abundancia; los de menor escala son los ayacahuites y oyameles. Para leña se ocupan los árboles de menor importancia como ilites, aguacates, capulines, madroños, marangolas, fresnos, jonotes, cipreses, álamos. Se encuentran frutales como ciruelos, perales, manzanos, duraznos, tejocotes, capulines, macadamia, aguacate, zapotes, chirimoyas, jinicuiles. Otras especies son: izotes, quiotes, equimites, magueyes y se empieza a introducir la siembra de otate. Entre el matorral que se observa en la parte alta están la zarzamora, escobilla y zacatón; este último fue usado en el siglo pasado para techar viviendas. Existen plantas medicinales (ruda, yerbabuena, manzanilla) y de condimentos (orégano, tomillo, epazote).[cita requerida]